# Хьовсгьол (езеро)
Хьовсгьол (на монголски: Хөвсгөл нуур, също Хөвсгөл далай) е рифтово езеро в Хьовсгьол, Монголия. Това е най-дълбокото и второто най-голямо по площ езеро в Монголия след Увс Нур.

## Име
Името на езерото произлиза от тувински и означава „езеро със синя вода“. Поради различни похвати на транслитерация понякога е наричано и Хубсугул.

## География
Хьовсгьол има тектонски произход и е поне на няколко милиона години. Считано е за по-малкия брат на Байкал, тъй като са образувани от едни и същи тектонски сили. Намира се в северозападната част на Монголия, в южното подножие на Източните Саяни, на около 12 km южно от руската граница, която минава през най-високия връх на хребета – Мунку-Сардик (3491 m). Надморската му височина е 1645 m, дълго е 136 km и е широко 262 m. То е второто сладководно езеро с най-голям обем в Азия (383,3 km³), съдържа почти 70% от сладководните запаси на Монголия и 0,4% от световните сладководни запаси.
В езерото са разположени 4 острова: Модон Куй, Далаин Куй, Кадан Куй и Бага Куй. Град Хатгал е разположен на южния бряг на езерото.
Водосборният басейн на езерото е относително малък. В него се вливат 46 малки реки, като най-големите са Хоро гол, Ханх гол и Туругийн гол. От южния му ъгъл изтича река Егийн гол, ляв приток на Селенга, която се влива в езерото Байкал. Температурата на повърхността на реката през лятото е между 10 и 15°C. Езерото замръзва в края на ноември и се размразява през май, като в северната част на езерото дори и през юни плават късове лед. Ледът през зимата достига дебелина от 1,4 m, което позволява да се карат тежки превозни средства по него. Транспортът върху езерото е започнат от руснаците през 1913 г. Към днешно време тази практика е забранена, за да се предотврати замърсяване и пропадане на камиони под леда. През години в езерото са потънали между 30 и 40 превозни средства.

## Екологическо значение
Животинският свят на езерото е изключително богат. То е пълно с 10 вида риба, сред които ленки и есетрови, както и с 44 вида водни растения. Дом е на 291 вида птици, от които 258 мигрират. Бреговете му се обитават от 750 вида растения. Тук са открити и 68 вида бозайници, от които 7 са ендемични. Срещат се барс, архар, уапити, росомаха, лос, елен, вълк, кафява мечка, самур, кабарги и др.
Това е едно от 17-те древни езера на Земята, образувани преди 2 милиона години. През 1992 г. тук е образуван природен парк, който се пази много строго. Зоната около езерото се счита за транзитна между Азиатската степ и Сибирската тайга. Тъй като водата е много чиста, много хора от околността я използват като питейна без никаква обработка. През 1997 г. е образувана станция за дългосрочни екологични изследвания.